# Guillermo del Toro
Guillermo del Toro   (Guadalajara, 9 d'octubre de 1964) és un director, productor i guionista mexicà, guanyador del Premi Goya, dues vegades del Premi Ariel i per acabar del premi Oscar a millor director per la pel·lícula The Shape of Water.
Passà deu anys en disseny de maquillatge i va formar la seua pròpia companyia, Necropia, abans de poder ser el productor executiu de la seua primera pel·lícula als 21 anys. Fou cofundador del Festival de cine de Guadalajara i va crear la companyia de producció Tequila Gang. El 1998 el seu pare va ser segrestat a Mèxic; després d'aconseguir la seua alliberació mitjançant el pagament d'un rescat, Del Toro decidí mudar-se a l'estranger i actualment viu a Los Angeles (Estats Units).
Amb Chuck Hogan publicà The Strain, una trilogia de novel·les de vampirs (2009–2011), després adaptades en una sèrie de còmics (2011–15) i una sèrie de televisió d'imatge real (2014–17). Amb DreamWorks Animation i Netflix va crear la franquícia d'animació Contes d'Arcàdia (Tales of Arcadia), que inclou les sèries Trollhunters (2016–18), Els 3 de sota (2018–19) i Mags (2020), així com la pel·lícula seqüela Trollhunters: Rise of the Titans (2021).

## Biografia
Nascut a Guadalajara, Guillermo del Toro estudià a l'Instituto de Ciencias, i fou educat per la seva àvia catòlica.
Quan del Toro tenia uns vuit anys, va començar a experimentar amb la càmera Super-8 del seu pare, fent curtmetratges amb joguines del planeta dels simis i altres objectes. Un curt es va centrar en una "patata assassina en sèrie" amb ambicions de dominació mundial; assassinava la mare i els germans de Del Toro abans de sortir i ser aixafat per un cotxe. Del Toro va fer uns 10 curtmetratges abans del seu primer llargmetratge, inclòs un titulat Matilde, però només es conserven els dos últims, Doña Lupe i Geometria. Va escriure quatre episodis i va dirigir cinc episodis de la sèrie de culte La Hora Marcada, juntament amb altres cineastes mexicans com ara Emmanuel Lubezki i Alfonso Cuarón.
Produeix la seva primera pel·lícula el 1986, a l'edat de 21 anys. Abans, és maquillador durant aproximadament un decenni, alumne de Dick Smith (el creador dels maquillatges de Petit gran home i L'exorcista sobretot), i creat fins i tot al començament dels anys 1980 la seva pròpia societat, batejada Necropia. És també el cofundador del Festival Internacional de cinema de Guadalajara. Més tard, després d'haver fet alguns passos com a director, funda igualment la seva pròpia societat de producció: la Tequila Gang.
El 1997, el seu pare és segrestat a Mèxic, cosa que porta el cineasta a exiliar-se. Després de pagar el rescat el seu pare va viiure 72 dies segrestat. Els culpables mai van ser detinguts, i els diners de les famílies del seu amic James Cameron i del Toro mai es van recuperar. Avui, Guillermo viu a Westlake Village, un barri de Los Angeles, Estats Units, amb la seva esposa i les seves dues filles, Mariana i Marisa.
És un gran amic de dos altres cineastes mexicans de primera fila, Alfonso Cuarón i Alejandro González Iñárritu. Els tres escenaristes exerceixen sovint una influència els uns sobre els altres:
- Tots tres han estat nominats als Oscars el 2006: Guillermo del Toro pel guió original de El laberinto del fauno (pel·lícula que rep sis nominacions entre les quals la de millor pel·lícula en llengua no-anglesa, Alfonso Cuarón per al muntatge i la participació en el guió dels Fill de l'home, i Alejandro González Iñárritu per haver produït i dirigit Babel.
- Guillermo del Toro els produeix una pel·lícula a cadascun el 2009.
- Alfonso Cuarón és un dels coproductors del Laberinto del fauno.
- El 2003, Guillermo del Toro havia de realitzar l'adaptació cinematogràfica de la novel·la de Rowling Harry Potter i el pres d'Azkaban, tercera part de les aventures del cèlebre bruixot amb ulleres. És finalment Alfonso Cuarón que la realitza.
- El 2002, Guillermo del Toro i Alfonso Cuarón protesten contra la Academia Mexicana de Cine, Artes y Ciencias, l'associació que s'encarrega de la distribució i de la censura de les pel·lícules a Mèxic, que jutgen injustament severa i selectiva.
- The Witches, l'adaptació de la novel·la per a nens de Roald Dahl de 1973, serà dirigida per Guillermo del Toro i produïda per Alfonso Cuarón via Warner Bros. Pictures. El projecte ha estat anunciat el 2006 però ha estat retardat en vista dels nombrosos projectes de Guillermo del Toro.

Dirigeix per a Hollywood diverses adaptacions de còmics: Blade II i la trilogia Hellboy, Sarcòfag i Deadman o també Bilbo el hobbit segons la novel·la de John R.R. Tolkien, en col·laboració amb Peter Jackson, que està ja encarregat d'adaptar El Senyor dels anells de 2001 a 2003, i que precedeix cronològicament les tres obres.
Dues de les seves pel·lícules són situades a Espanya durant la guerra civil de 1936-1939, que li van fer descobrir-la: El espinazo del diablo (2001) i El laberinto del fauno (2006). Els dos tenen com a punts comuns un marc idèntic, el mateix tipus de protagonistes - en aquest cas nens - i la temàtica (essencialment la relació entre la imaginació i l'horror i la lluita que sosté la vida sota el règim franquista), cosa que fa pensar en la pel·lícula espanyola de 1973 El espíritu de la colmena de Víctor Erice.
Hellboy de la trilogia Hellboy estrenada el 2004, el segon Hellboy II: L'exèrcit daurat el 2008, i la tercera, Hellboy III és esperada pel 2012.
Es veu obligat de cedir el seu lloc de director a l'irlandès Neil Jordan: Entrevista amb el vampir (1994), Michael Collins (1996), L'estranya que hi ha en tu (2007) i últimament Killing on Carnival Row amb la New Line Cinema, un guió de Travis Beacham: a la ciutat fictícia d'ambient victorià de Burgue, les criatures fantàstiques com els vampirs, els elfs o les fades es fan amb els humans. Aquests habitants mitològics, fascinats pels humans, han de caure en els seus defectes per sobreviure, amb vampirs camells o fades prostitutes. Aviat, un assassí en sèrie es posa a matar fades, i un detectiu humà contractat en una relació tabú amb una fada cortesana haurà de portar la investigació a terminis, mentre que ell mateix n'és sospitós.
A més a més de les adaptacions de comics, és implicat en nombroses adaptacions de novel·les fantàstiques: per dues vegades, ha estat en negociacions amb la Warner Bros. per realitzar un Harry Potter segons l'obra de Rowling: Harry Potter i el pres d'Azkaban el 2004, tercera part de l'heptalogia que és finalment confiat al seu amic i a compatriota mexicà Alfonso Cuarón; i Harry Potter i les relíquies de la mort el 2010, setena i última part de les aventures del bruixot amb ulleres, que va ser finalment confiat en dues parts al britànic David Yates que ja havia dirigit les dues precedents pel·lícules. Tanmateix, el 2006, declina l'oferta de posar en escena Sóc una llegenda, segons la novel·la de Richard Matheson - és finalment Francis Lawrence que se'n va encarregar; igualment per a One Missed Call el 2008 (de la novel·la de Yasushi Akimoto) amb Éric Valette que s'encarregarà de la realització.
El 2013, surt el seu primer llargmetratge com a director des de Hellboy II: la superproducció Pacific Rim, produït per Legendary Pictures i inspirat en films japonesos de kaijūes ', com Godzilla (1954). Amb el seu enorme pressupost de 190 milions de dòlars, el film és un èxit mundial i recapta 411 milions de dòlars a tot el món. Encara el 2013, del Toro realitza el gag del sofà de l'episodi Simpson Horror Show XXIV de la sèrie Els Simpson.
El juliol de 2014, la cadena de televisió FX difon la sèrie televisada The Strain, creada a partir de la seva trilogia literària amb Carlton Cuse. Realitza igualment l'|episodi pilot
El 2014, realitza el film de terror Crimson Peak, coescrit amb Matthew Robbins i Lucinda Coxon. Estrenat l'any 2015, al film li costa trobar el seu públic, malgrat crítiques més aviat positives. Amb un pressupost d'aproximadament 55 milions de dòlars, Crimson Peak no genera més que 74 milions de recaptacions al món.
Del Toro va dirigir la pel·lícula dramàtica de la Guerra Freda The Shape of Water, protagonitzada per Sally Hawkins, Octavia Spencer i Michael Shannon. La pel·lícula es va convertir en un èxit de crítica i comercial i va guanyar diversos reconeixements, inclòs l'Oscar a la millor pel·lícula, amb del Toro guanyant l'Oscar al millor director. Per fer aquest film, va renunciar a realitzar la continuació del seu Pacific Rim, Pacific Rim: Uprising, prevista per 2018. La realització torna a Steven S. DeKnight, Guillermo va oficiar no obstant això com a coguionista i productor.
A la D23 Expo de 2009, la seva productora Double Dare You i Disney van anunciar un acord de producció per a una línia de pel·lícules d'animació més fosques. El segell es va anunciar amb un projecte d'animació original, Trollhunters: Contes d'Arcàdia. Tanmateix, del Toro va traslladar el seu acord a DreamWorks Animation a finals de 2010. Del 2016 al 2018, Trollhunters es va emetre amb gran èxit a Netflix i "s'està convertint en el seu original infantil més vist".
El desembre de 2017, Searchlight Pictures va anunciar que del Toro dirigiria una nova adaptació de la novel·la de 1946 Nightmare Alley de William Lindsay Gresham, el guió del qual va coescriure amb Kim Morgan. El 2019, es va informar que Bradley Cooper, Cate Blanchett, Toni Collette i Rooney Mara havien tancat acords per protagonitzar la pel·lícula, que va entrar en producció el gener de 2020. Es va estrenar el desembre de 2021 amb crítiques positives. La pel·lícula va rebre quatre nominacions als Oscar, inclòs el de millor pel·lícula.
El 2008, del Toro va anunciar que estava treballant en una fosca adaptació cinematogràfica en stop-motion de la novel·la italiana Les aventures de Pinotxo, codirigida per Adam Parrish King, amb The Jim Henson Company com a productora, i música de Nick Cave. El projecte va estar més d'una dècada en desenvolupament. La preproducció la va començar l'estudi ShadowMachine. El 2017, del Toro va anunciar que Patrick McHale estava coescrivint el guió de la pel·lícula, però el novembre d'aquell any, es va informar que del Toro havia cancel·lat el projecte perquè cap estudi estava disposat a finançar-lo. L'octubre de 2018, es va anunciar que la pel·lícula havia estat reviscuda, amb Netflix recolzant el projecte. Netflix havia col·laborat prèviament amb del Toro a Trollhunters. Molts dels mateixos detalls del projecte seguien sent els mateixos, però amb Mark Gustafson ara codirigeix més que Adam Parrish King. Es va estrenar al Festival de Cinema de Londres el 15 d'octubre de 2022, i es va estrenar en cinemes el 9 de novembre del mateix any abans d'una estrena programada a Netflix al desembre. La pel·lícula va guanyar l'Oscar a la millor pel·lícula d'animació als Premis de 2022.
Del Toro va revelar els seus plans per dirigir una adaptació en stop motion de la novel·la de Kazuo Ishiguro El gegant enterrat el gener de 2023, que està coescrivint amb Dennis Kelly, així com una pel·lícula d'acció en viu encara no revelada que rodarà primer.Al febrer, es va anunciar que del Toro tornaria a col·laborar amb Netflix i ShadowMachine a The Buried Giant. Al març de 2023, es va confirmar que Oscar Isaac, Andrew Garfield i Mia Goth estaven en converses per protagonitzar la seva pel·lícula de Frankenstein, ara basada a Netflix. Garfield va ser substituït més tard per Jacob Elordi i el rodatge va començar el gener de 2024.
Al Festival de Cinema d'Animació d'Annecy de 2023, va dir que tenia previst deixar de fer pel·lícules d'imatge real i només fer animació: "Hi ha un parell de pel·lícules d'imatge en viu més que vull fer, però no moltes. Després d'això, només vull fer animació. Aquest és el pla". També va expressar frustració pel fet que cinc dels seus projectes van ser rebutjats pels estudis en només dos mesos.

## Filmografia
| - 1993: Cronos - 1997: Mimic - 2001: El espinazo del diablo - 2002: Blade II - 2004: Hellboy - 2006: El laberinto del fauno - 2008: Hellboy II: L'exèrcit daurat (Hellboy II: The Golden Army) - 2013: Pacific Rim - 2015: Crimson Peak - 2017: The Shape of Water - 2021: Nightmare Alley - 2022: Pinotxo - 2025: Frankenstein | - 2004: Crónicas - 2007: L'orfenat (El orfanato)) - 2008: Rudo y Cursi - 2010: Els ulls de la Júlia (Los ojos de Julia)) - 1988-1989: La hora marcada - 2011: Bag of Bones - 2014–2017: The Strain - 2016–2018: Trollhunters: Contes d'Arcàdia - 2018–2019: Els 3 de sota: Contes d'Arcàdia - 2020: Mags: Contes d'Arcàdia - 2021: Trollhunters: Rise of the Titans - 2022: Guillermo del Toro's Cabinet of Curiosities |